# Catan – Minispiel
Die Siedler von Catan – Das Minispiel ist eine Spielvariante der Siedler von Catan von Klaus Teuber für 3 Spieler, die 2011 in Zusammenarbeit mit der Fa. Landliebe herausgegeben wurde und Bestandteil eines 10er-Packs mit verschiedenen Joghurt- und Puddingsorten war, das in Netto-Supermärkten angeboten wurde. Neben dem Catan-Minispiel wurden auch Packungen mit Minispielen von Just 4 Fun, Keltis und Ubongo angeboten. Die Landschaften und Rohstoffkarten besitzen das Design der von Michael Menzel gestalteten 2010er Edition, sind aber deutlich kleiner.

## Inhalt
- 1 Spielplan, bestehend aus 2 Puzzleteilen
- 2 Würfel aus Pappe, die zusammengesetzt werden müssen
- 1 Bogen mit Rohstoffkärtchen, mit je 10 Erz, Getreide, Holz, Lehm und Wolle sowie 4 Blanko-Kärtchen
- 1 Bogen aus etwas dickerer Pappe, mit je 4 Siedlungen, 3 Städten und 10 Straßen in den Farben blau, orange und rot
- 10 Ritterchips
- 1 Räuberchip
- 1 Spielanleitung

## Beschreibung
Das Spielprinzip entspricht dem Originalspiel „Die Siedler von Catan“. Es gibt neben dem reduzierten Material folgende Unterschiede:
- Der Aufbau der Insel ist fest
- Es gibt nur je 2 Erz und Getreidefelder, und je 3 Lehm-, Schaf- und Waldfelder
- Die Zahlen 3, 5, 9 und 11 kommen nur je 1× vor
- Die Zahlen 2 und 12 liegen auf einem Feld (Lehm)
- Die Startsiedlungen und -straßen sind auf dem Spielplan eingezeichnet.
- Es gibt nur drei 3:1-Häfen
- Es gibt keine Entwicklungskarten, stattdessen werden zum Preis einer Entwicklungskarte Ritterchips gekauft. Die Ritterchips legt der Spieler vor sich ab. Nach dem Kauf darf sofort der Räuber vertrieben werden. 2 Ritterchips sind 1 Siegpunkt wert. Pro Zug darf nur 1 Ritter gekauft werden.
- Sieger ist, wer zuerst 7 Siegpunkte hat.
- Das Verschenken von Rohstoffen ist explizit verboten. Zuvor gab es zu dem Thema nur einen FAQ-Eintrag.[1]

## Weitere einfache Varianten

### Wegwerpcatan
2007 gab der niederländische Verlag 999 Games zum zehnjährigen Jubiläum des Spiels „De Kolonisten van Catan“ (Die Siedler von Catan) Wegwerpcatan (deutsch: Wegwerfcatan) als Faltkarton heraus. Eine Seite des Faltkartons konnte als Postkarte an den Verlag gesandt werden, um an einem Gewinnspiel teilzunehmen.

#### Beschreibung
Das Spiel kann wie das Minispiel von 3 Spielern auf einer Spielfläche von 11,5 cm × 12,5 cm gespielt werden, das die gleiche Anzahl Hex-Felder wie die normale Version hat. Jeder Spieler hat zu Beginn 2 Siedlungen mit je einer Straße, die auf dem Spielfeld eingezeichnet sind, und erhält 3 weitere Siedlungen, 2 Städte und 5 Straßen sowie je ein Rohstoffsechseck. Dieses Material muss aus dem Faltkarton herausgelöst werden. Zudem ist eine Drehscheibe zu erstellen, die die Zahlen der 2 Würfel mit Ausnahme der „7“ gemäß ihrer statistischen Häufigkeit enthält und mit der vor Zugbeginn die Felder ermittelt werden, die Rohstoffe liefern. Jeder Spieler kann von jedem Rohstoff maximal 5 halten, was mittels der Rohstoffsechsecke angezeigt wird. Jeder Spieler weiß somit auch immer welche Rohstoffe die anderen haben, da es aber keine „7“ und somit keinen Räuber gibt, spielt das eine geringere Rolle. Die Bauregeln entsprechen denen des normalen Spiels, gehandelt kann nur mit den Mitspielern oder 4:1 mit der Bank. Das Spiel endet sobald ein Spieler 7 Punkte hat.

### Paper & Pencil
Im März und April 2005 erschien zum zehnjährigen Jubiläum in Zusammenarbeit mit der Pizza-Kette HalloPizza die Paper & Pencil-Version. Die Version des Catan-Grundspiels kommt ohne Spielfiguren aus. Auf den Umkartons für den Transport der Pizza war ein Spielplan abgebildet und zusätzlich enthalten waren die Spielregeln und Blätter, aus denen die Rohstoffkarten und die Räuberfigur herausgeschnitten werden mussten. Siedlungen, Städte und Straßen wurden mit bunten Stiften auf dem Spielplan markiert. Weitere Spielpläne, die Regeln und die Spielkarten konnten auch im Internet heruntergeladen werden.

#### Unterschiede zum normalen Spiel
- Die Startsiedlungen der Spieler sind vorgegeben.
- Es gibt keine Entwicklungskarten.
- Das Spiel endet sobald ein Spieler 7 Siegpunkte hat.